# Thayer (Illinois)
Pour les articles homonymes, voir Thayer.
Le village de Thayer est situé dans le comté de Sangamon, dans l’État de l’Illinois, aux États-Unis. Sa population s’élevait à 693 habitants lors du recensement de 2010, estimée à 673 habitants en 2016.
Thayer fait partie de l’agglomération de Springfield, la capitale de l’État.